# Водени часовник
Водени сат или клепсидра (грчки: κλέπτειν клептеин, 'украсти'; ὕδωρ худор, 'вода') је направа за мерење времена уз помоћ протока воде из посуде, обично кроз узани отвор. Иако никад нису постигли такав степен тачности према савременим стандардима мерења времена, водени сат је био најтачнији инструмент у широкој употреби миленијумима, све док није замењен много прецизнијим сатовима с клатном у 17. веку.
Према истраживачу Џиму Мацјејевском, водени сатови су били први мерачи времена које је створило човечанство. Иако не постоји сагласност око тога где и када је први водени сат направљен, зна се да су водени сатови постојали на подручју Месопотамије у (Сумеру, вавилону, Асирији), и у Индији и Кини. Сматра се да је настао између 3000. п. н. е. - 1500. п. н. е., а можда и раније. Неки нацрти водених сатова развили су се независно, а нека знања су преношена развојем трговине. У најранијим временима, водени сатови су коришћени за потребе астрономије и астрологије. Ови рани водени сатови су подешавани помоћу сунчаног сата. Кроз векове, водени сатови су коришћени за мерење дужине говора адвоката, за рад проститутки, као ноћни сатови стражара, за беседе и службе у црквама.
Једно од најранијих открића воденог сата било је у гробници египатског фараона Аменхотепа I (1525. – 1504. п. н. е.). Овај сат је у част Аменхотепа I направио Аменемхет, великодостојник 18. династије. Грци су их касније назвали клепсидре ("крадљивци воде"), који су почели да их употребљавају од 325. п. н. е., биле су то камене посуде са стрмим странама које су омогућавале да вода уједначено капље из мале рупе при дну. Друге клепсидре су биле цилиндричне или купасте посуде које су се лагано и уједначено пуниле водом. Ознаке на унутрашњости посуде мериле су „сате“. Ови сатови су коришћени да мере сате ноћу, али су коришћени и дању. Друга верзија се састојала од металног пехара с рупом на дну; када би се поставио у већу посуду с водом пехар би се пунио и тонуо у одређеном времену. Овакви водени сатови користили су се у северној Африци у 20. веку.
Много развијенији и импресивнији механизовани водени сатови развили су између 270. п. н. е. и 500. Грци (Ктесибије, херој Александрије, Архимед) и римски часовничари и астрономи. Они су додали делове који су уз помоћ регулисања притиска омогућавали константан проток воде, а мерење времена било је живописније. Неки водени сатови су звонили или користили гонгове; други су отварали врата и прозоре с малим фигурама људи, или су покретали показиваче, бројчанике и астролошке моделе свемира.
Крли астроном, Андроник из Кира, надгледао је изградњу свог хоролога, који је данас познат као Кула ветрова, а налазио се на атинском тргу (агора) у првој половини 1. века п. н. е. Ова осмоугаона кула показивала је учењацима и трговцима и сунчано механичко време. Имала је механизовану клепсидру која је радила 24 сата и показиваче осам ветрова, по чему је кула добила име, а показивала је и годишња доба и астролошке датуме и периоде. Римљани су такође развили механичке клепсидре, мада је њихова сложеност показала мали напредак у односу на једноставније методе одређивања времена.
У источној Азији, водени сатови су били од велике важности у астрономији и астрологији. Кинеске клепсидре из 3. века покретале су различите механизме које су илустровале астрономске феномене. Једну од најразвијенијих сатних кула изградио је Су Сонг (蘇頌) са сарадницима 1088. Су Сонгов механизам имао је успињач који је покретала вода који је откривен око 725. Су Сонгова сахат кула, преко 30 стопа висока, имала је бронзани сферични астролаб (модел небеске сфере) који је служио за посматрања, аутоматски ротирајући небески свод и пет предњих плоча с вратима на којима су се појављивали патуљци који су ударали у звона или гонгове и држали табле које су показивале сате или друго време. Од најранијих времена, кинеске справе за мерење времена прешле су и на корејско полуострво.
У Кореји, мерење времена било је истовремено и краљевска дужност и повластица од периода Три краљевства (око 37. п. н. е.) наовамо. Чанг Јонгсил, главни инжењер у време династије Чосон је 1434. конструисао „Чагјонгну“ (водени сат с одбројавањем за краља Сеџонга. Овај сат је одбројавао часове помоћу механизма с чекрцима, помоћу кога су три дрвене фигуре откуцавале часове. „Чагјонгну“ је био потпуно аутоматизована направа којој није била потребна помоћ „човека петла“ да га подешава. Од 554. водени сат се проширио из Кореје на Јапан. Водени сатови су се користили и унапређивали широм Азије си 15. века.
Данас има мало водених сатова. Бернард Гитон је 1979. године почео да прави своје водене сатове, који су модеран приступ у изради водених сатова. Његов јединствени дизајн се може наћи на неколико места у Сједињеним Државама и преко 30 локација широм света. Постоје и други модерни нацрти водених сатова, али уопштено говорећи, вештина израде водених сатова је данас изгубљена.